# Magic Keyboard para iPad

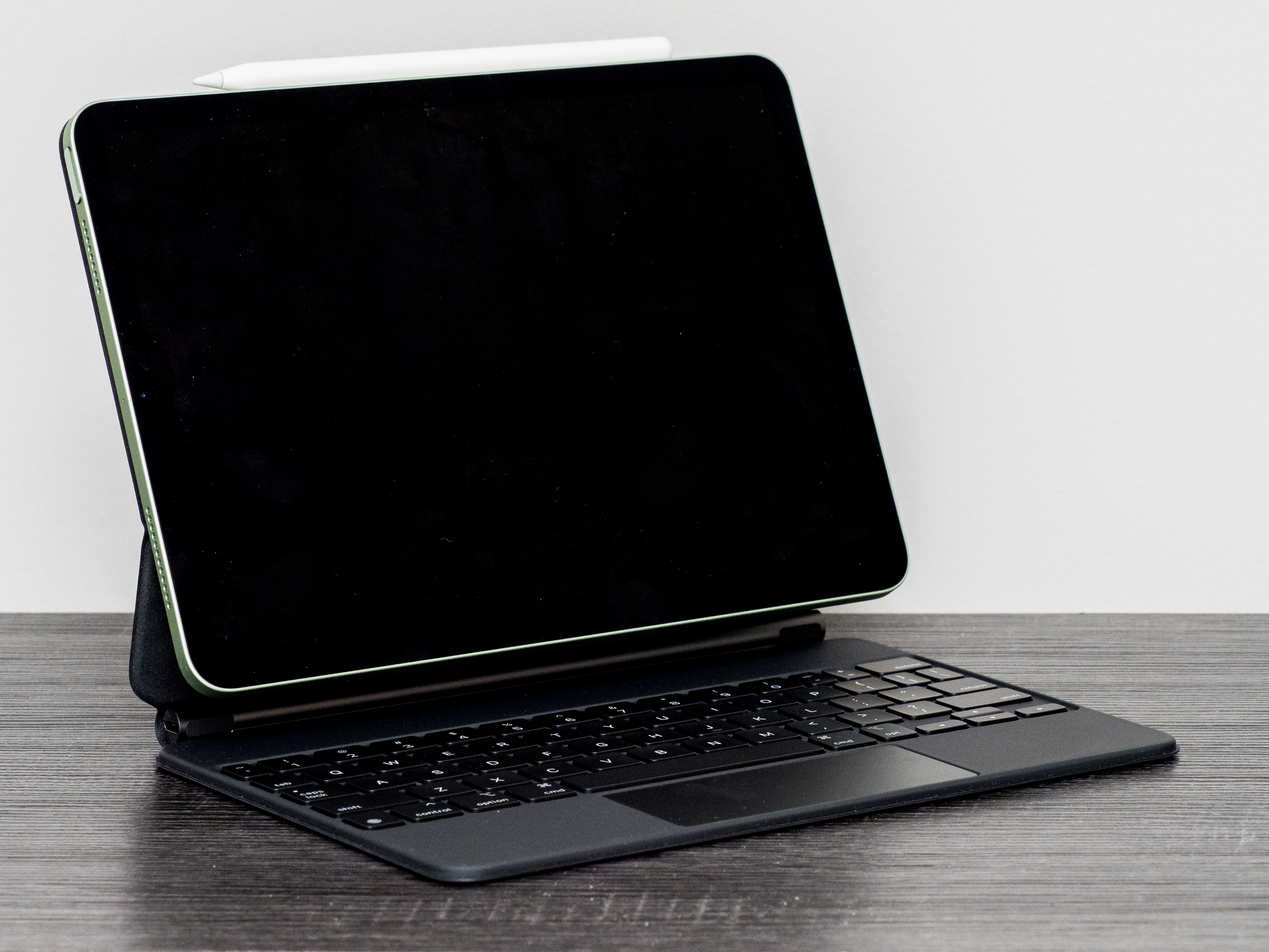
iPad con Magic Keyboard.

El Magic Keyboard para iPad es un teclado de ordenador para iPad Pro y iPad Air, producido por Apple. Se anunció en marzo de 2020 con una fecha de lanzamiento original de mayo de 2020, pero posteriormente estuvo disponible para pedidos a mediados de abril. Las entregas comenzaron más tarde ese mes. Está disponible junto con Smart Keyboard y Smart Cover. Se lanzó una versión blanca el 20 de abril de 2021.

## Características
El Magic Keyboard para iPad es similar a su predecesor de escritorio, pero cuenta con un trackpad. Sus teclas son retroiluminadas y utilizan un mecanismo de tijera con 1 mm de recorrido de tecla. Se conecta magnéticamente al iPad Pro o iPad Air, que se encuentra sobre un voladizo que permite ajustar el ángulo de visión.
En lugar de una batería, funciona con el Smart Connector magnético del iPad. También tiene un puerto USB-C en la bisagra del teclado para recargar el iPad y liberar el puerto USB-C del propio iPad para otros accesorios.
Es compatible con el iPad Pro de 11 pulgadas de 1.ª, 2.ª y 3.ª generación, el iPad Pro de 12,9 pulgadas de 3.ª, 4.ª y 5.ª generación y el iPad Air de 4.ª generación.
Apple lanzó un Magic Keyboard modificado en mayo de 2021 para adaptarse al iPad Pro de 5.ª generación, un poco más grueso, que también es compatible con el Magic Keyboard anterior, aunque muestra un ajuste más ajustado.
|        | iPad Pro de 11 pulgadas (1.ª, 2.ª o 3.ª generación) & iPad Air (4.ª generación) | iPad Pro de 12,9 pulgadas (3.ª o 4.ª generación) | iPad Pro de 12,9 pulgadas (3.ª, 4.ª o 5.ª generación) |
| ------ | ------------------------------------------------------------------------------- | ------------------------------------------------ | ----------------------------------------------------- |
| Negro  | MXQT2LL/A                                                                       | MXQU2LL/A                                        | MJQK3LL/A                                             |
| Blanco | MJQJ3LL/A                                                                       | No disponible                                    | MJQL3LL/A                                             |